# نشان ملی هلند
نشان ملی پادشاهی هلند نخستین بار در سال ۱۸۱۵ پیشنهاد شد و در ۱۹۰۷ ویرایش شد. آرم‌های نشان داده شده ترکیبی از داشته‌های جمهوری هلند و بخش‌هایی از خاندان ناساو است. در این نشان، شیر شمشیری در یک دست و دسته ای تیر در دست دیگر دارد که به صورت سنتی نماد پادشاهی ویلم-آلکساندر و کشور است. خانوادهٔ سلطنتی یک نسخه از این آرم‌های را به همراه یک شنل استفاده می‌کنند اما دولتی‌ها از نسخهٔ کوچکتر نشان و بدون شنل استفاده می‌کنند گاهی تنها سپر و تاج فقط استفاده می‌شود. جزئیات آنچه در نشان‌ها دیده می‌شود از سوی ویلهلمینای هلند در ۱۹۰۷ تعیین شد و در ۲۳ آوریل ۱۹۸۰ به تأیید یویلیانای هلند رسید.